# Редвуд-Фолс (город, Миннесота)
Редвуд-Фолс (англ. Redwood Falls) — город в округах Редвуд,Ренвилл, штат Миннесота, США. На площади 12,4 км² (12,1 км² — суша, 0,3 км² — вода), согласно переписи 2002 года, проживают 5459 человек. Плотность населения составляет 450,6 чел./км².
- Телефонный код города — 507
- Почтовый индекс — 56283
- FIPS-код города — 27-53656[1]
- GNIS-идентификатор — 0649900[2]